# A Great Big World
A Great Big World é uma dupla norte-americana formada na cidade de Nova Iorque, Estados Unidos, em 2011, composta por Ian Axel e Chad King. A dupla ficou conhecida após sua canção, "This Is The New Year", ser gravada pela série de televisão Glee, em janeiro de 2013. Em novembro do mesmo ano, o grupo lançou uma regravação da faixa "Say Something", contendo os vocais da cantora Christina Aguilera. Desde então, a obra alcançou a 4ª posição da Billboard Hot 100.

## Discografia
- Is There Anybody Out There? (2014)
- When The Morning Comes (2015)

## Prêmios e indicações
| Ano  | Premiação     | Prêmio                 | Indicação                                | Resultado |
| ---- | ------------- | ---------------------- | ---------------------------------------- | --------- |
| 2015 | Grammy Awards | Melhor Colaboração Pop | "Say Something" (com Christina Aguilera) | Venceu    |